# NK Mladost 127 Suhopolje
NK Mladost 127 Suhopolje je bio nogometni klub iz Suhopolja.

## Povijest
NK Mladost 127 je osnovan 1923. godine pod imenom Tomislav, te djeluje do 1942. godine. Nakon rata, 1948. godine osnovan je klub Mladost, koji nakon spajanja sa SD Partizan 1958. godine mijenja ime u Partizan, 1991. godine mijenja ime u PIK Mladost, a 1992. godine nakon što je priključena športska četa 127. brigade HV mijenja ime u NK Mladost 127. 
S imenom Mladost 127 ostvareni su najveći uspjesi kluba, te je isti 4 sezone igrao u 1.hrvatskoj nogometnoj ligi. 
Godine 2000. NK Mladost 127 je bankrotirao, odustavši od svih natjecanja, nakon čega je osnovan novi klub HNK Suhopolje, koji se smatra nasljednikom NK Mladosti 127.

## Nastupi u 1. HNL
1995./96. – 10. mjesto 

1996./97. – 9. mjesto 

1997./98. – 11. mjesto 

1998./99. – 12. mjesto 

## Poznati nogometaši
- Zoran Slavica
- Marin Lalić